# Calizzano
Calizzano é uma comuna italiana da região da Ligúria, província de Savona, com cerca de 1.583 habitantes. Estende-se por uma área de 63 km², tendo uma densidade populacional de 25 hab/km². Faz fronteira com Bagnasco (CN), Bardineto, Bormida, Garessio (CN), Magliolo, Massimino, Murialdo, Osiglia, Priola (CN), Rialto.

## Demografia
| Variação demográfica do município entre 1861 e 2011                               |
|                                                                                   |
| Fonte: Istituto Nazionale di Statistica (ISTAT) - Elaboração gráfica da Wikipedia |